# Gozan no Okuribi
Gozan no Okuribi (japanisch 五山送り火 ‚Geleitfeuer der Fünf Berge‘), auch bekannt unter dem Namen Daimonji (大文字 ‚große Schrift, große Schriftzeichen, große Buchstaben‘), ist ein traditionelles Fest im japanischen Kyōto.
Es findet am 16. August statt und bildet den Höhepunkt des Obon-Festivals. Beim Gozan no Okuribi werden fünf große Funkenfeuer auf bestimmten Bergen rund um Kyōto angezündet. Gemäß der Überlieferung besuchen während des Obon-Festivals die Geister verstorbener Familienmitglieder diese auf der Erde. Die Funkenfeuer sollen diese Geister wieder in ihre Welt zurückgeleiten. Hieraus rührt der Name Okuribi (送り火 ‚Geleitfeuer‘).

## Geschichte
Die Ursprünge des Festivals sind nicht überliefert, jedoch nimmt man an, dass diese sehr alt sind. Die gesamte Logistik rund um die Feuer von Gozan no Okuribi wird auf Basis einer Art Erbpflicht von bestimmten Familien in freiwilliger Arbeit durchgeführt.
Im Sommer 2020 zur Zeit des COVID-19-Pandemies fand das Fest in Kyōto unter einem viel kleineren Rahmen statt. Nach dreijähriger Unterbrechung aufgrund des weltweiten Pandemie-Verlaufs fand das Fest 2022 wieder zum ersten Mal in vollem Rahmen offiziell statt.

## Ablauf
Die Funkenfeuer werden am 16. August eines Jahres um 20:00 Uhr angezündet. Jede der Feuer hat ein bestimmtes Muster. Drei der Feuer formen große chinesische Zeichen. Zwei Feuer sind Familiensymbolen nachgebildet. Die Bedeutung im Einzelnen lautet:
- Daimonji (大文字 ‚Groß-Schriftzeichen‘):
  - auf Daimonji-yama/Higashiyama, Nyoigatake ab 20:00 Uhr
- Myō/Hō (妙・法 ‚wundersamer Dharma‘ – in Bezug auf die buddhistische Lehre):
  - auf Matsugasaki, Nishiyama/Higashiyama ab 20:10 Uhr
- Funagata (舟形 ‚Schiffsform‘):
  - auf Nishigamo, Funayama ab 20:15 Uhr
- Hidari Daimonji (左大文字 ‚linkes Groß-Schriftzeichen‘):
  - auf Daihoku-san, Hidaridaimonji-san ab 20:15 Uhr
- Toriigata (鳥居形 ‚Torii-Form‘):
  - auf Toriimoto, Mandara-san ab 20:20 Uhr

Jedes Feuer brennt für 30 Minuten.

Feuer
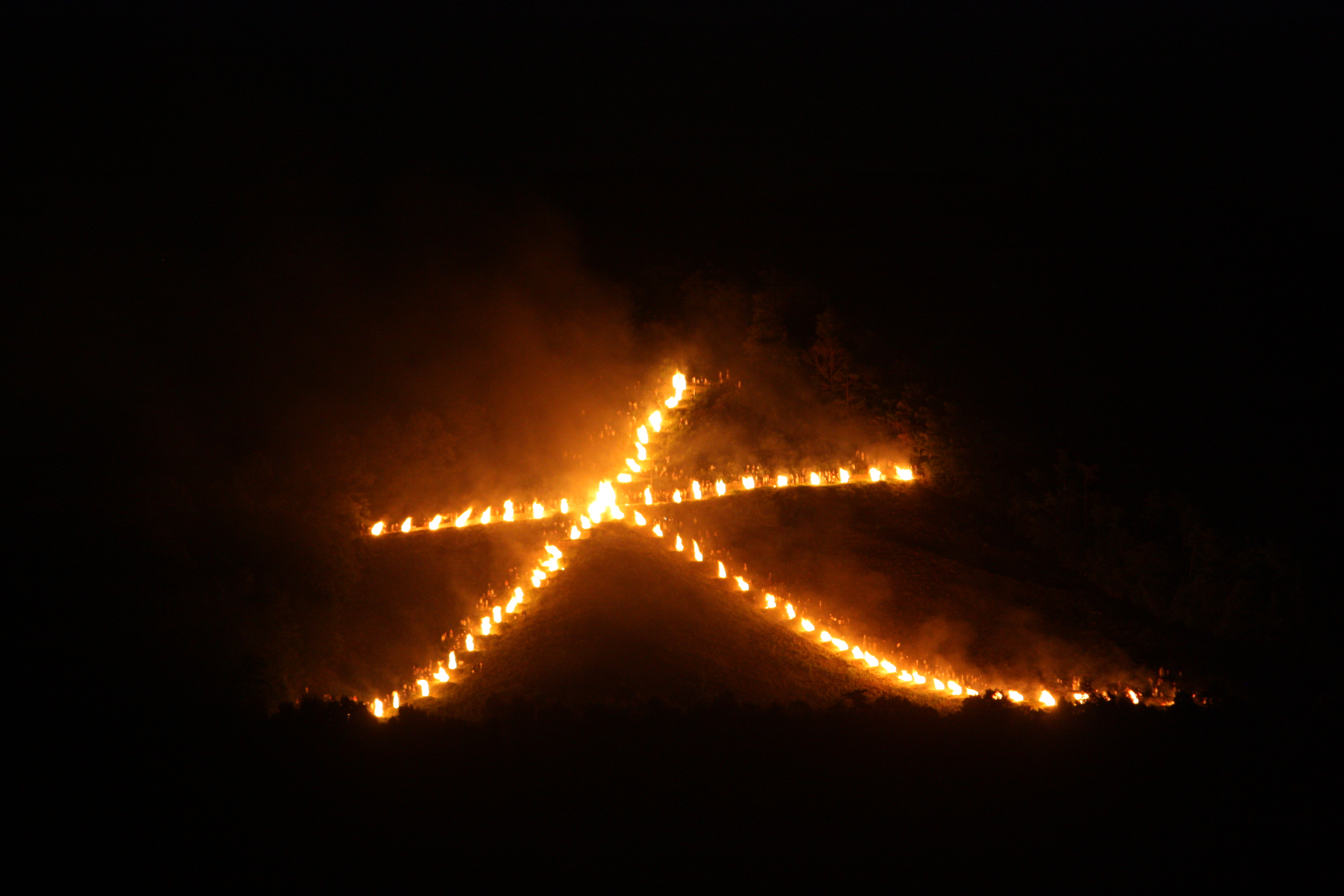
Daimonji
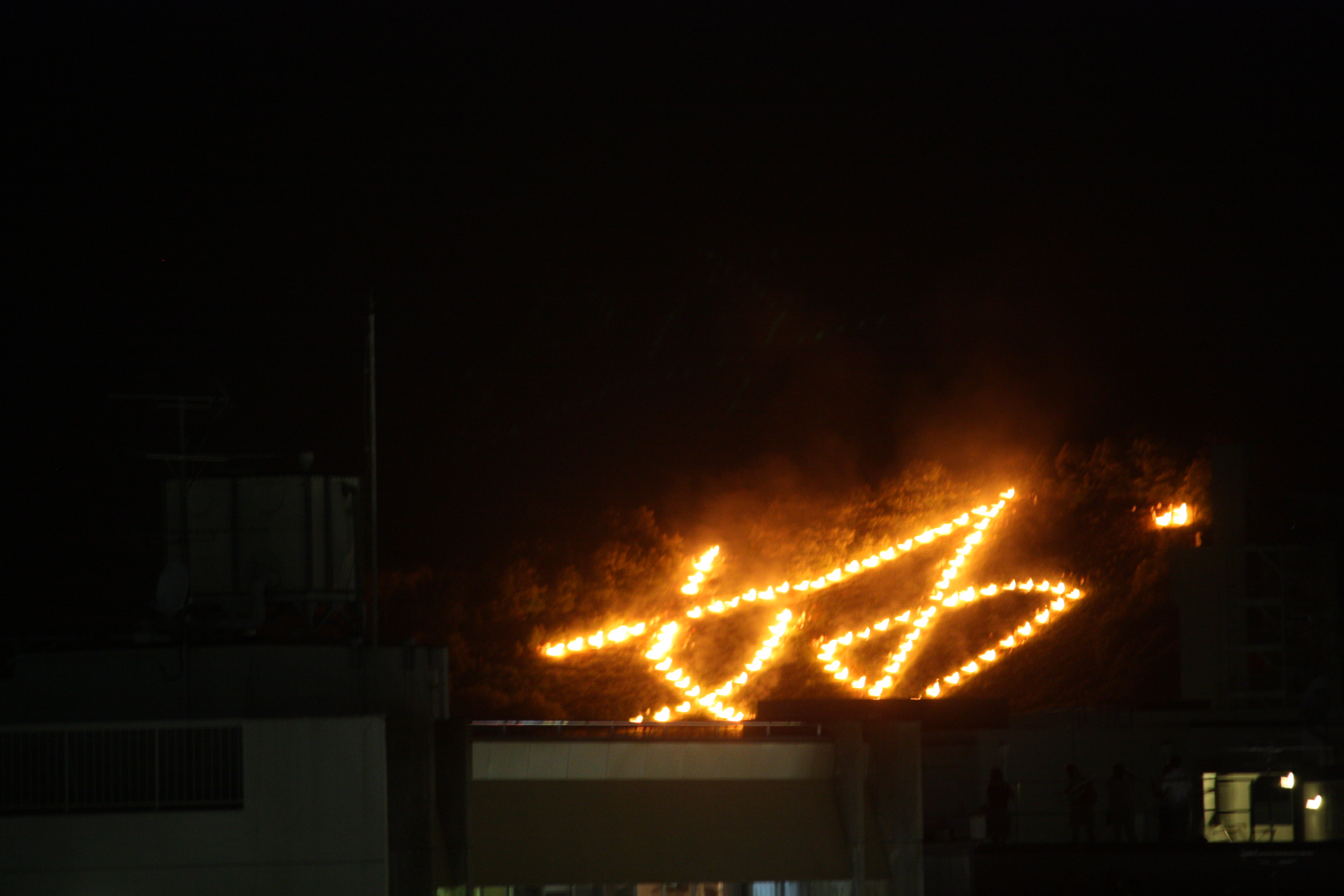
Myō
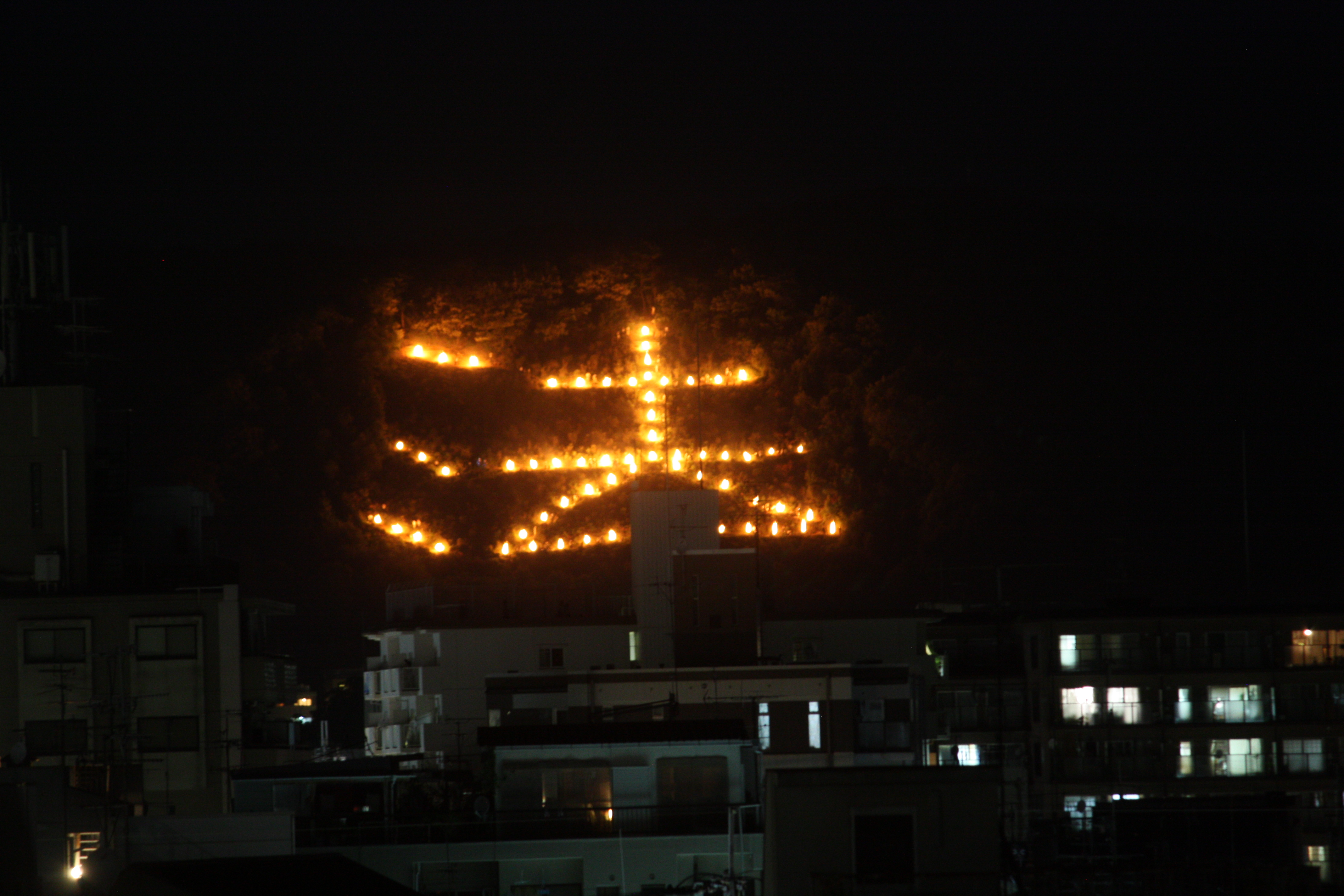
Hō
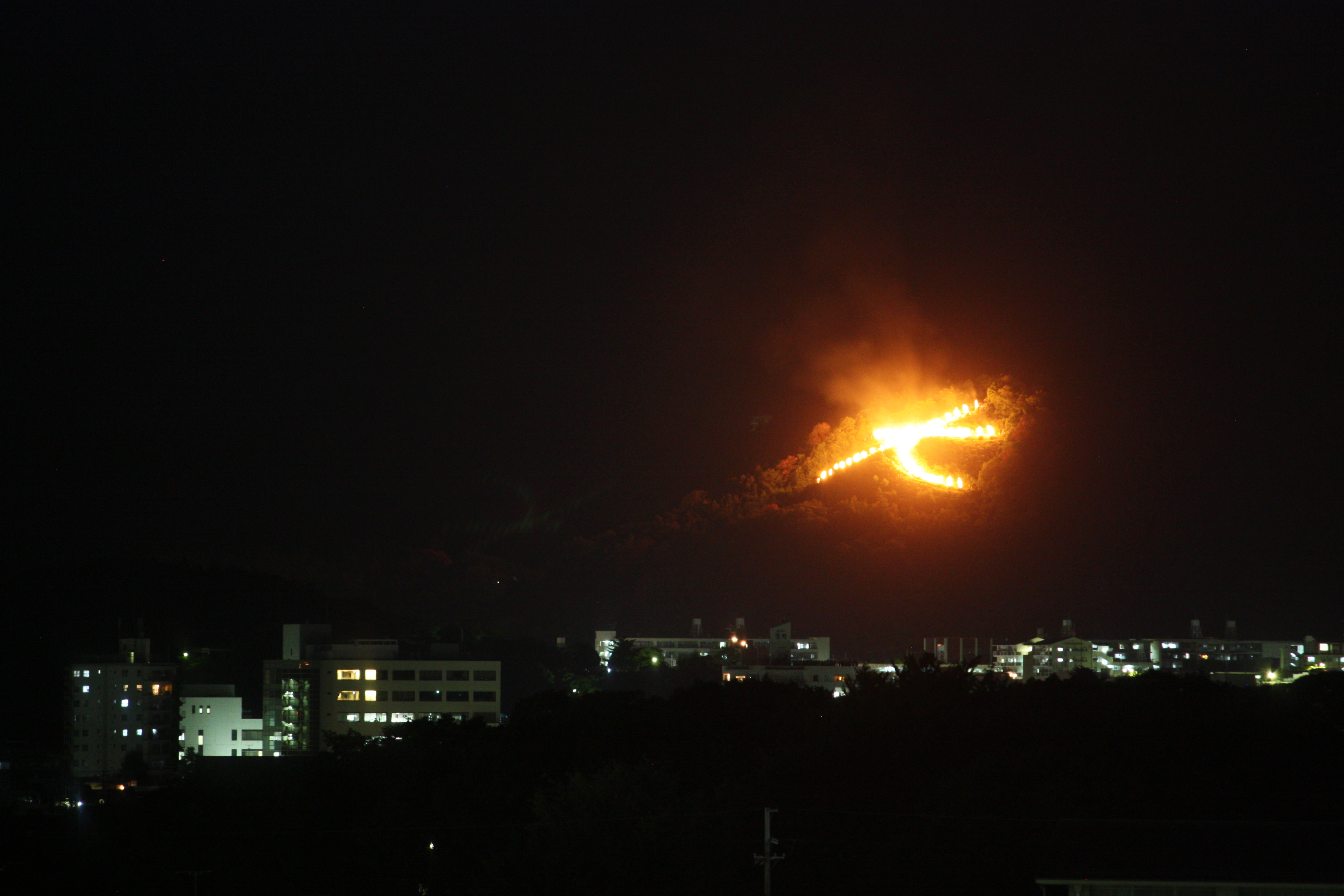
Hidari Daimonji
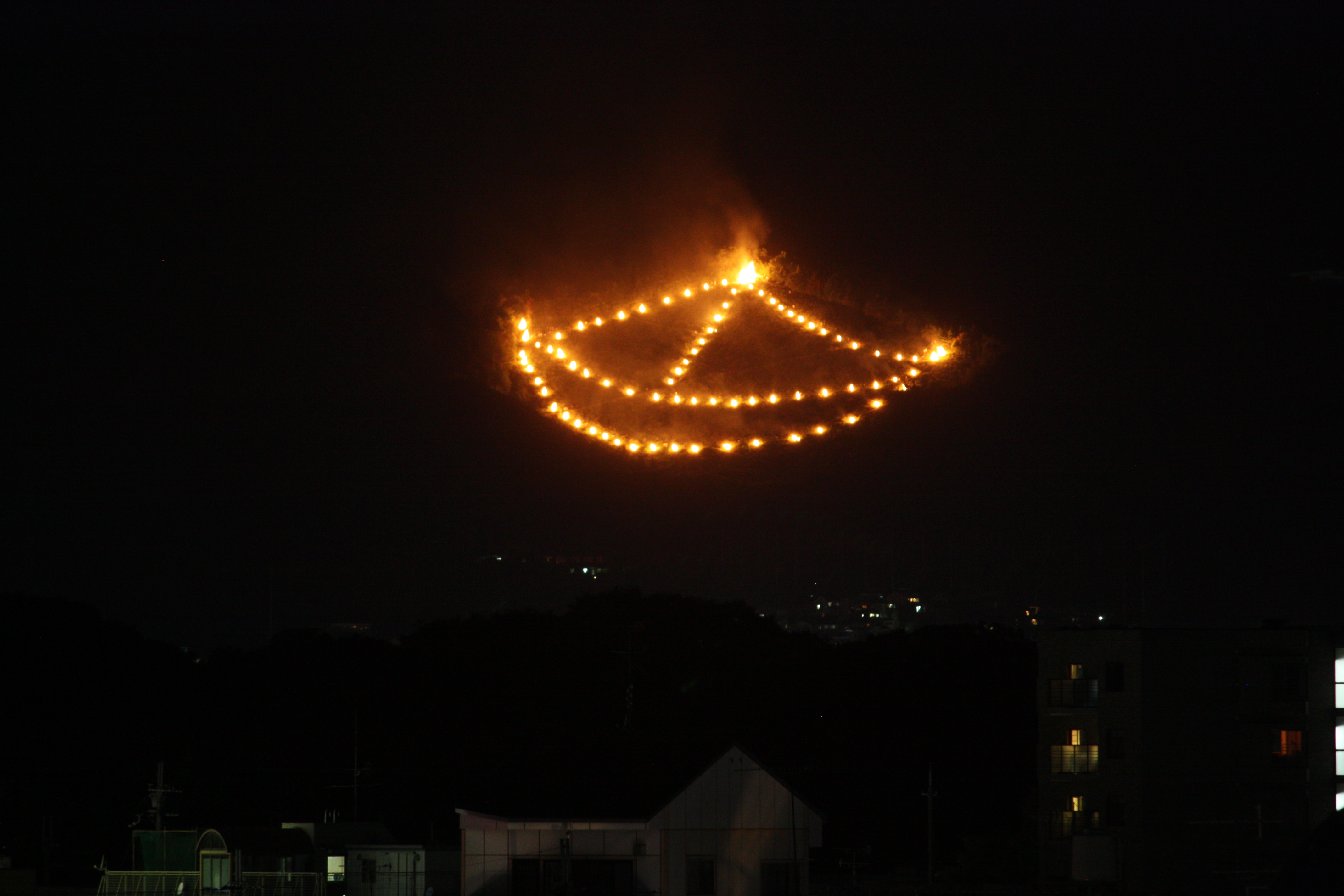
Funagata

Feuerorte
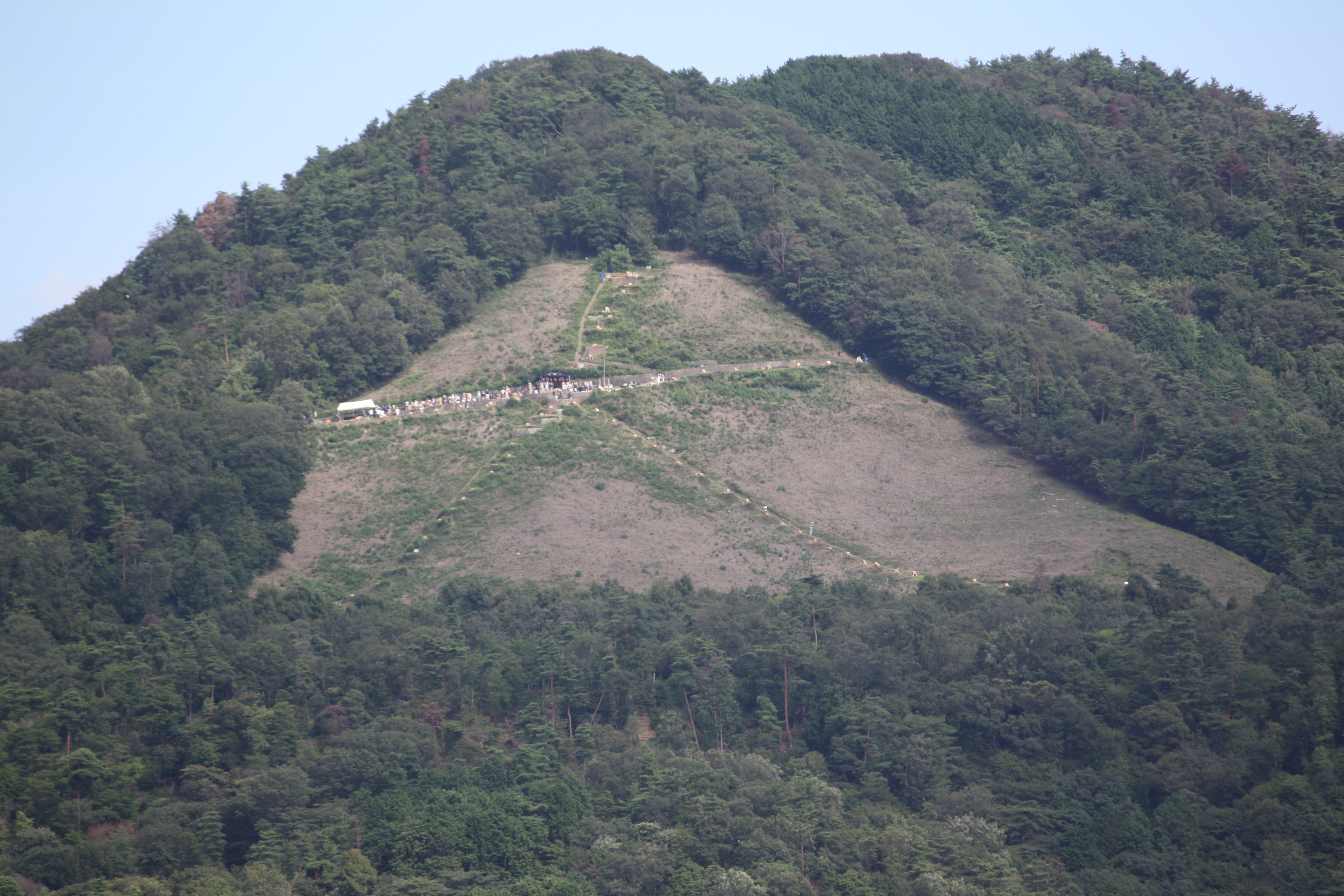
Daimonji
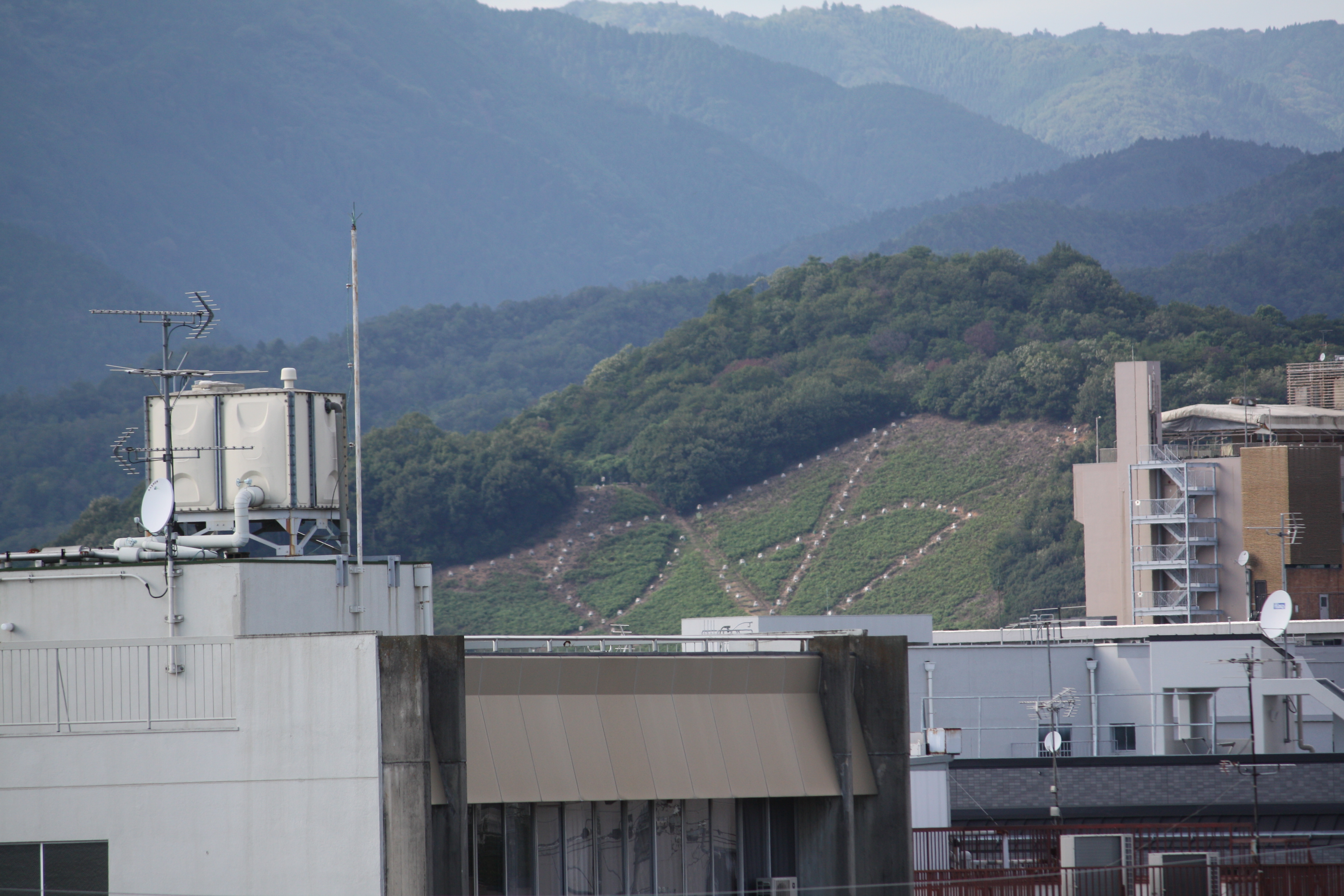
Myō
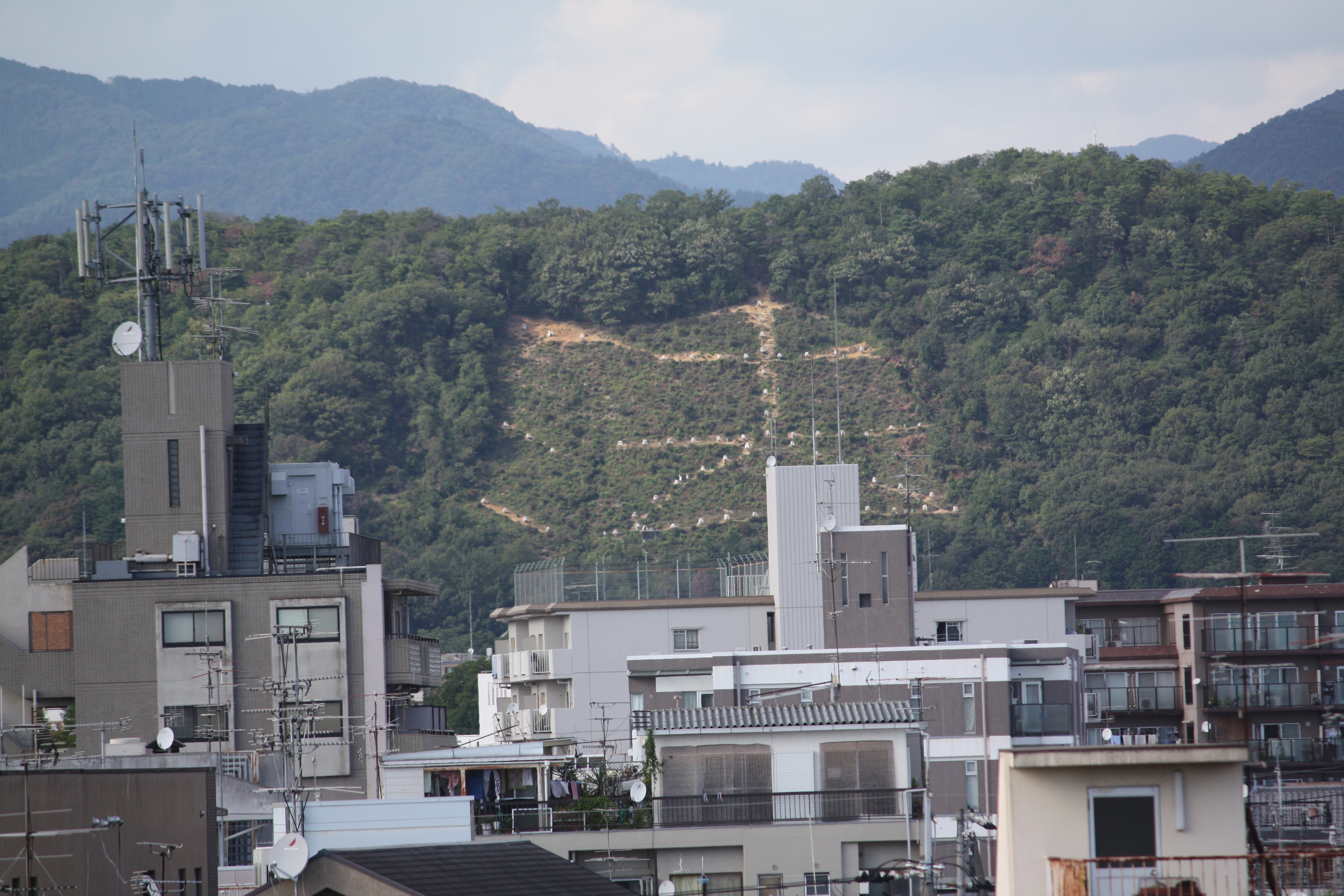
Hō
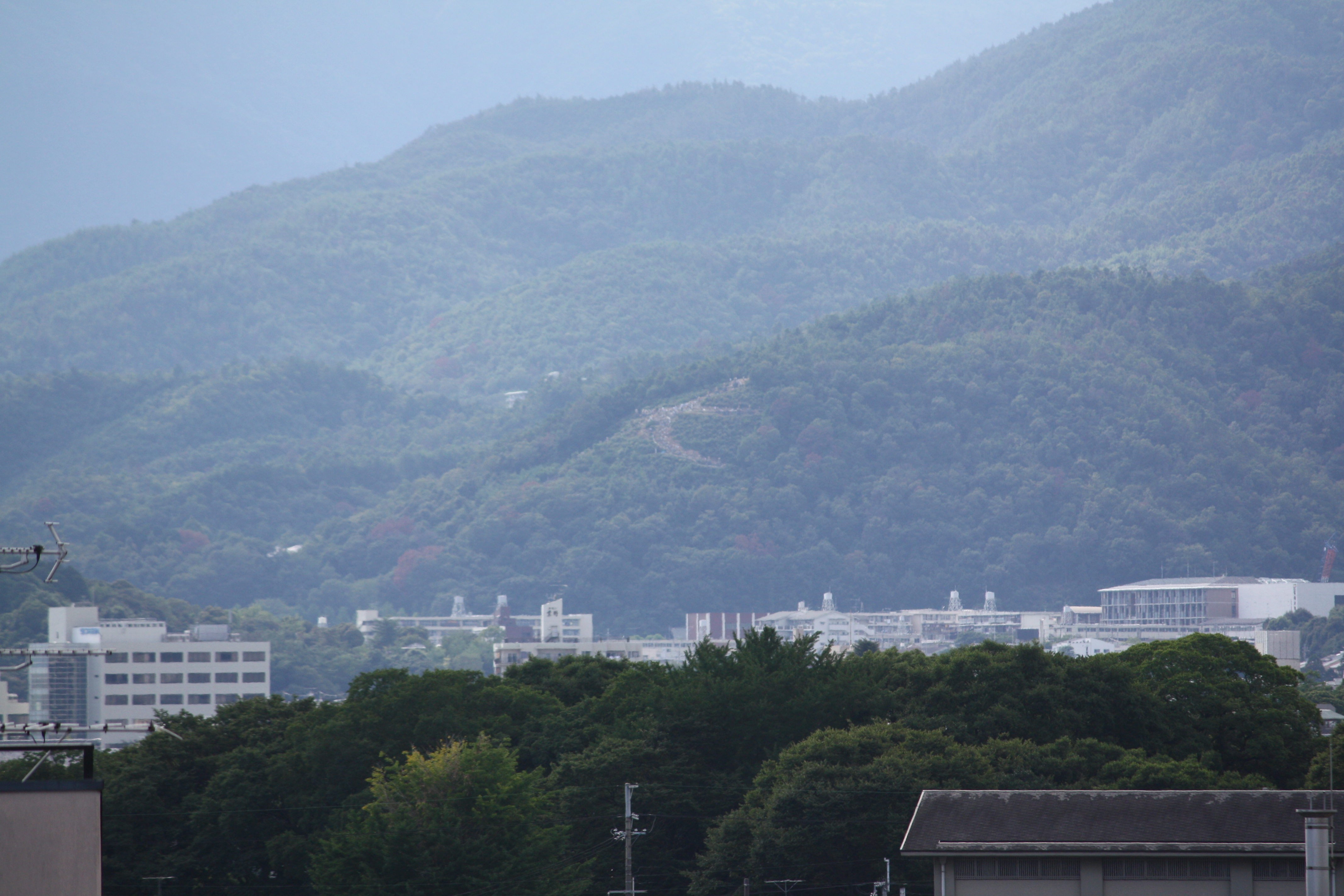
Hidari Daimonji
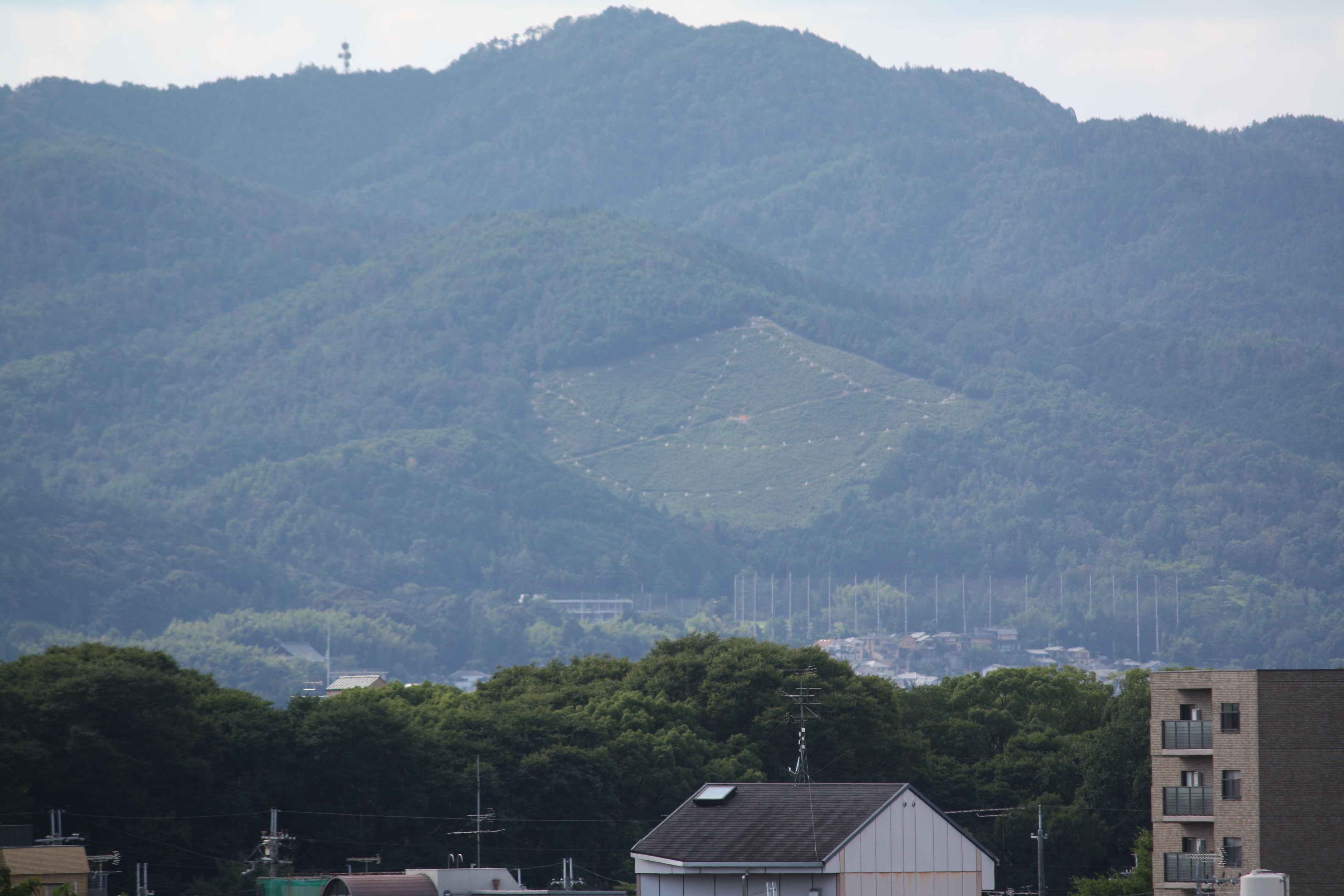
Funagata

## Aussichtspunkte
Die Feuer werden am besten von Nakagyō im Zentrum der Stadt gesichtet. Manche Hotels bieten spezielle Aussichtspunkte an, von denen alle fünf Feuer gesehen werden können. Weitere Aussichtspunkte sind wie folgt:
| Gebiet          | Beschreibung |
| --------------- | --- |
| Daimonji        | Kamogawa-Flussufer zwischen den Marutamachi und Misono-Brücken                                                               |
| Myōhō           | Kitayama-Straße, in der Nähe der Notre Dame Elementary School bzw. Takano-Flussufer, rund um die Nordseite der Takano-Brücke |
| Funagata        | Kitayama-Straße (in Richtung Nordwesten)                                                                                     |
| Hidari Daimonji | Nishioji-Straße, zwischen Shijo and Kinkakuji                                                                                |
| Toriigata       | Rund um die Matsuo-Brücke oder in der Nähe des Hirosawa-Teichs                                                               |